# Adalimumab
L'adalimumab (nome commerciale Humira) è l'anticorpo monoclonale umano che riconosce come antigene il TNF-alfa; è un farmaco biologico e viene utilizzato in medicina per ridurre il dolore e la flogosi in alcune malattie artritiche.

## Indicazioni
Viene utilizzato come terapia contro l'artrite psoriasica e l'artrite reumatoide nelle forme più gravi.

## Avvertenze
Tossicità centrale: gli inibitori del TNF-alfa sono stati associati, raramente, a patologie demielinizzanti come la sclerosi multipla e la sindrome di Guillan-Barré. Somministrare adalimumab con estrema cautela in caso di pazienti con patologie demielinizzanti preesistenti o di recente manifestazione.
Neoplasie maligne e malattie linfoproliferative: nei trial clinici in pazienti trattati con inibitori del TNF-alfa, l'incidenza di neoplasie maligne, soprattutto linfoma, è risultata maggiore rispetto ai gruppi di controllo. Durante la sorveglianza postmarketing è stata osservata una tendenza all'aumento di leucemie nei pazienti trattati con farmaci anti-TNF. Nei pazienti con artrite reumatoide attiva di lunga durata è stato osservato un aumento dell'incidenza di linfomi e leucemie: questo fatto complica la valutazione del rischio per gli anti-TNF.
Tumori anche fatali sono stati riportati nei bambini e nei giovani adulti (età < 23 anni) trattati con farmaci anti-TNF (sorveglianza postmarketing). Circa la metà di questi tumori era rappresentato da linfomi. Sulla base dei dati di letteratura e delle segnalazioni postmarketing raccolte, nell'aprile 2011 la FDA ha incominciato un'analisi del profilo di sicurezza, relativamente al rischio di tumore, dei farmaci anti-TNF nei pazienti con età uguale o inferiore a 30 anni.
Come con infliximab, anche con adalimumab sono stati riportati casi di linfoma epatosplenico a cellule T (sorveglianza postmarketing). Questo linfoma, raro, con decorso rapido e aggressivo è stato segnalato in pazienti in terapia con adalimumab e azatioprina o 6- mercaptopurina. Poiché non è stato stabilito il ruolo dell'associazione farmacologica nello sviluppo del linfoma epatosplanico a cellule T, il rischio di questo tipo di tumore non può essere escluso per la monoterapia con adalimumab.
Durante la terapia con adalimumab devono essere monitorati con attenzione segni o sintomi riconducibili a tumori della pelle diversi dal melanoma, soprattutto in pazienti che sono già stati sottoposti a terapia immunosoppressiva intensa o che, a causa della psoriasi, hanno ricevuto trattamenti PUVA (psoralene più raggi UVA). Poiché inoltre è stato osservato un aumento del rischio di tumori, soprattutto al polmone e alla testa e collo, in pazienti fumatori con malattia polmonare cronica ostruttiva (COPD) trattati con infliximab, altro inibitore del TNF-alfa, anche per adalimumab è raccomandata cautela in caso di somministrazione a pazienti con COPD e/o fumatori (fattore di rischio tumorale). Sebbene il TNF alfa intervenga nella sorveglianza immunologica contro i tumori, non è noto il rischio in caso di somministrazione di adalimumab in pazienti con forme maligne recenti.
Anticorpi anti-adalimumab: la terapia con adalimumab può portare a formazione di anticorpi anti-adalimumab che risultano associati a un aumento della clearance del farmaco e a una sua minor efficacia terapeutica. Non è stata individuata correlazione fra la formazione di questo tipo di anticorpi e l'incidenza di reazioni collaterali del farmaco. Nei pazienti affetti da artrite reumatoide, l'analisi dei dati degli studi clinici (tempo di osservazione: 6-12 mesi) ha evidenziato un'incidenza di anticorpi anti-adalimumab del 5,5% nei pazienti trattati con l'anticorpo monoclonale rispetto allo 0,5% dei pazienti nel gruppo placebo. L'uso di metotrexato ha ridotto l'immunogenicità di adalimumab (incidenza di anticorpi anti-adalimumab: 0,6% vs 12,4% rispettivamente con o senza metotrexato).
Analoga tendenza è stata osservata anche nei pazienti pediatrici trattati con adalimumab per artrite idiopatica poliarticolare, con percentuali però maggiori (incidenza anticorpi anti-adalimumab: 15,8% dei pazienti; 5,9% vs 25,6% dei pazienti rispettivamente trattati con o senza metotrexato); nei pazienti con artrite psoriasica (incidenza anticorpi anti-adalimumab: 10% dei pazienti; 7% vs 13,5% dei pazienti rispettivamente trattati con o senza metotrexato); nei pazienti con spondilite anchilosante (incidenza anticorpi anti-adalimumab: 8,3% dei pazienti; 5,3% vs 8,6% dei pazienti rispettivamente trattati con o senza metotrexato); nei pazienti con malattia di Crohn (incidenza anticorpi anti-adalimumab: 2,6%); nei pazienti con psoriasi (incidenza anticorpi anti-adalimumab: 8,4%).
In pazienti con artrite reumatoide seguiti per 3 anni e trattati con adalimumab, anticorpi anti-adalimumab sono stati osservati nel 28% dei pazienti e nel 67% di questi pazienti gli anticorpi erano già presenti entro le prime 28 settimane di trattamento. L'assenza di anticorpi è risultata associata a concentrazioni di adalimumab maggiori rispetto a quelle osservate nei pazienti con anticorpi anti-farmaco e a tassi di interruzione del trattamento per mancanza di efficacia, minori (14% vs 38%, HR 3,0). Inoltre, nei pazienti che non hanno sviluppato gli anticorpi anti-adalimumab, la percentuale di pazienti con attività di malattia minima (48% vs 13%) e in remissione (34% vs 4%) è risultata maggiore rispetto ai pazienti che avevano sviluppato gli anticorpi verso l'adalimumab. Nei pazienti con malattia infiammatoria cronica intestinale, gli anticorpi anti-adalimumab tendono a persistere per lungo tempo (probabilmente oltre l'anno) dopo la fine della terapia farmacologica (nei pazienti trattati con infliximab, gli anticorpi anti-farmaco tendono a scomparire entro l'anno seguente la fine del trattamento).
Gravidanza: l'esperienza dell'uso di adalimumab in gravidanza è limitata. La somministrazione del farmaco in gravidanza richiede un'attenta valutazione del rapporto rischio/beneficio. La FDA ha inserito adalimumab (specialità medicinale Humira) in classe B per l'uso in gravidanza. In questa classe sono inseriti i farmaci per i quali gli studi riproduttivi sugli animali non hanno evidenziato un rischio per il feto e non sono disponibili studi analoghi nell'uomo e i farmaci per i quali gli studi preclinici in vivo hanno mostrato tossicità (oltre a decremento della fertilità), ma tali effetti tossici non sono stati confermati in studi controllati in donne nel primo trimestre di gravidanza e non c'è evidenza di danno nelle fasi avanzate della gravidanza.

## Meccanismo di azione
L'adalimumab ha diversi effetti sul TNF, modificando la sua risposta biologica

## Controindicazioni
Controindicata in persone con formazioni tumorali e in genere malattia demielinizzanti serie.

## Effetti indesiderati
Infezioni respiratorie, anemia, vertigini, linfopenia, cefalea, nausea, tosse, ipertensione.

### Rari
Insonnia, disgeusia, glaucoma, blefarite, disfagia, mialgia.

### Adalimumab
- (EN) John M. Walker e Ralph Rapley, Molecular biomethods handbook, Springer, 2008,  pp. 557–, ISBN 978-1-60327-370-1.
- (EN) E. William St. Clair, David S. Pisetsky e Barton F. Haynes, Rheumatoid arthritis, Lippincott Williams & Wilkins, 2004,  pp. 380–, ISBN 978-0-7817-4149-1.
- (EN) Peter Tugwell, Evidence-based rheumatology, John Wiley and Sons, 2004,  pp. 268–, ISBN 978-0-7279-1446-0.
- (EN) John M. Walker e Ralph Rapley, Molecular biomethods handbook, Springer, 2008,  pp. 557–, ISBN 978-1-60327-370-1.
- (EN) Anthony A. Gaspari e Stephen K. Tyring, Clinical and Basic Immunodermatology, Springer, 25 novembre 2008,  pp. 514–, ISBN 978-1-84800-164-0.
- (EN) Manzoor M. Khan, Immunopharmacology, Springer, 24 ottobre 2008,  pp. 115–, ISBN 978-0-387-77975-1.
- (EN) accessdate John H. Klippel, Primer on the rheumatic diseases, Springer, 29 luglio 2008,  pp. 213–, ISBN 978-0-387-35664-8.